# ليوناردو أولوا
ليوناردو أولوا (بالإسبانية: Leonardo Ulloa) مواليد 26 يوليو 1986 في جنرال روكا، ريو نيغرو، ريو نيجرو، الأرجنتين، هو لاعب كرة قدم أرجنتيني يلعب مع ليستر سيتي كمهاجم.

## المسيرة الاحترافية

### أندية لعب لها
- نادي سان لورينزو
- أرسنال ساراندي
- أوليمبو
- نادي ألمرية
- نادي برايتون أند هوف ألبيون
- ليستر سيتي

## روابط خارجية
- ليوناردو أولوا على موقع قاعدة بيانات كرة القدم.إي يو (الإنجليزية)
- ليوناردو أولوا على موقع Soccerbase.com (لاعب) (الإنجليزية)
- ليوناردو أولوا على موقع Soccerway.com (الإنجليزية)
- ليوناردو أولوا على موقع عالم كرة القدم.نت (الإنجليزية)
- ليوناردو أولوا على موقع AS.com (الإسبانية)